# Feel my soul
《feel my soul》是日本唱作女歌手 YUI，於2005年2月23日所推出的單曲碟。

## 收錄歌曲
1. feel my soul
作詞・作曲：YUI　編曲：鈴木Daichi秀行（日语：鈴木Daichi秀行）
富士電視台電視連續劇「不愉快的基因」主題曲。作為出道曲一下子被選作月9連續劇的主題曲，成為了一時的話題。
2. Free Bird
作詞・作曲：YUI　編曲：鈴木Daichi秀行
3. Why me
作詞・作曲：YUI　編曲：鈴木Daichi秀行
YUI初次創作的樂曲。
4. feel my soul~Instrumental~

## 銷售紀錄
| 發行日        | 排行榜      | 最高位 | 總銷量  |
| ------------- | ----------- | ------ | ------- |
| 2005年2月23日 | Oricon 週榜 | 8      |         |
| 2005年2月23日 | Oricon 年榜 | 95     | 107,930 |